# Distretto di Gorkha
Il distretto di Gorkha è un distretto del Nepal, in seguito alla riforma costituzionale del 2015 fa parte della provincia di Gandaki. 
Il capoluogo è Gorkha.
Geograficamente il distretto appartiene alla zona collinare della Mahabharat Lekh, anche se la parte settentrionale ricade nella zona Himalayana con il gruppo di cime del Manaslu (ottava montagna più alta del mondo con 8163 m.), Ngadi Chuli (7.871 m), e Himal Chuli (7.893 m), tutti nella parte nord-occidentale. Tutta la zona settentrionale ricade nell'area protetta del Manasalu.
Il principale gruppo etnico presente nel distretto è quello dei Gurung.

## Municipalità
Il distretto è suddiviso in 11 municipalità, due sono urbane e nove sono rurali.
- Gorkha
- Palungtar
- Sulikot
- Siranchok
- Ajirkot
- Chum Nubri
- Dharche
- Bhimsen
- Sahid Lakhan
- Aarughat
- Gandaki